# Turkovice (Ondřejov)
Turkovice je vesnice v okrese Praha-východ, součást obce Ondřejov. Nachází se 2 km na západ od Ondřejova. Leží severně od vrchu Horka (451 m). Je zde evidováno 151 adres.
Vesnice je zmiňována v knize Josefa Lady o kocouru Mikešovi.

## Zajímavosti
- Lípy v Turkovicích – trojice památných stromů (lip malolistých) na samé jižní hranici turkovického katastru, vlevo od silnice do Lensedel (49°53′46″ s. š., 14°45′2″ v. d.)
- Obec má vlastní hasičský sbor, zařazený do III. kategorie systému JPO[3].
- Osadní výbor organizuje některé společenské a úklidové akce, je partnerem pro ondřejovské zastupitelstvo.[4]
- Písemná zmínka je z roku 1428 o osadě jako součásti statků pánů z Dubé.
- Správou a farností patřily Turkovice do Hrusic, od kterých se roku 1921 osamostatnily, poté byly v roce 1960 správní reformou přičleněny k Ondřejovu.
- Spojení s hlavním městem zajišťuje příměstská linka ROPIDu k vlaku do Strančic.
- Nejbližší vlakovou stanicí je však zastávka v Senohrabech,

## Další fotografie

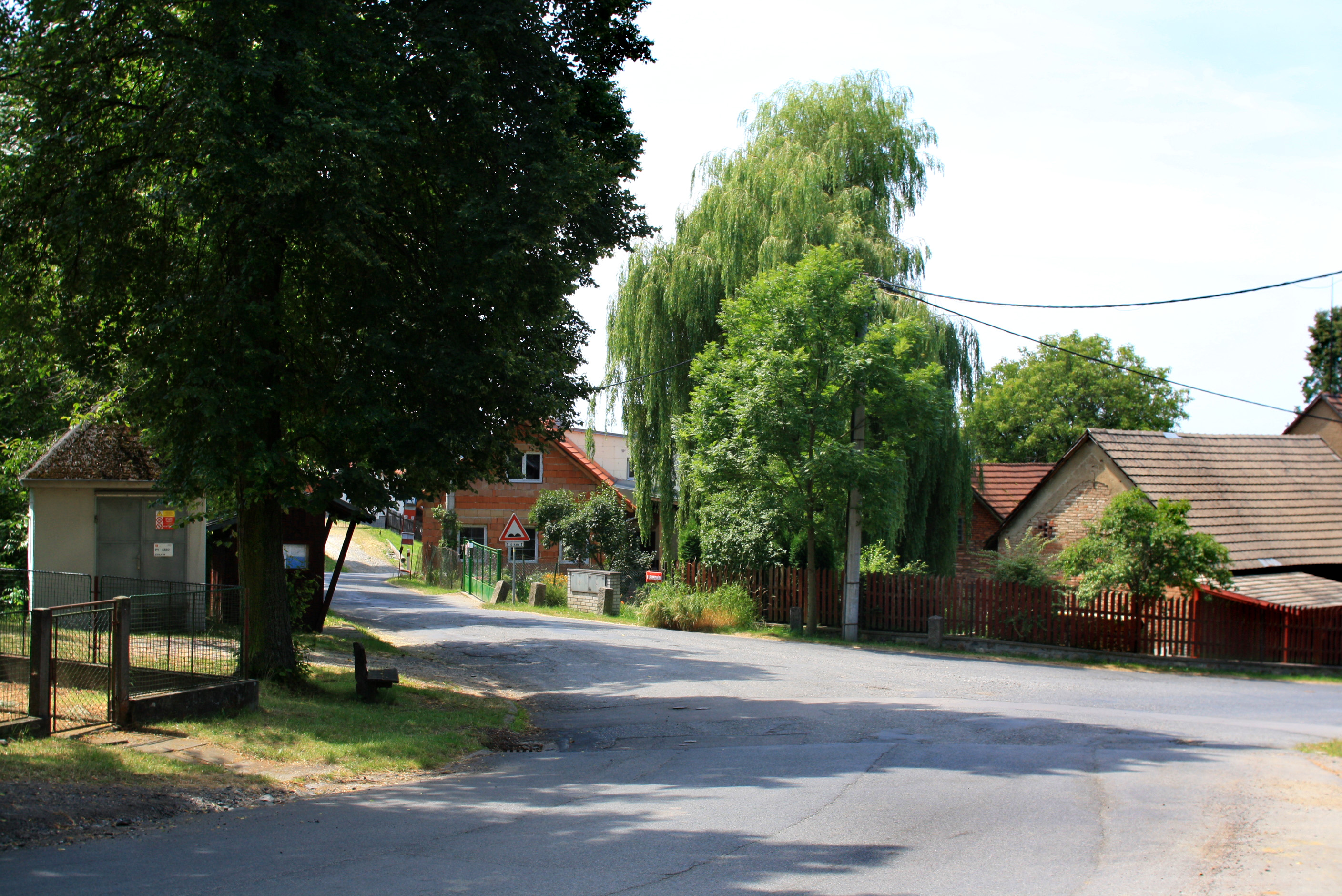
Náves
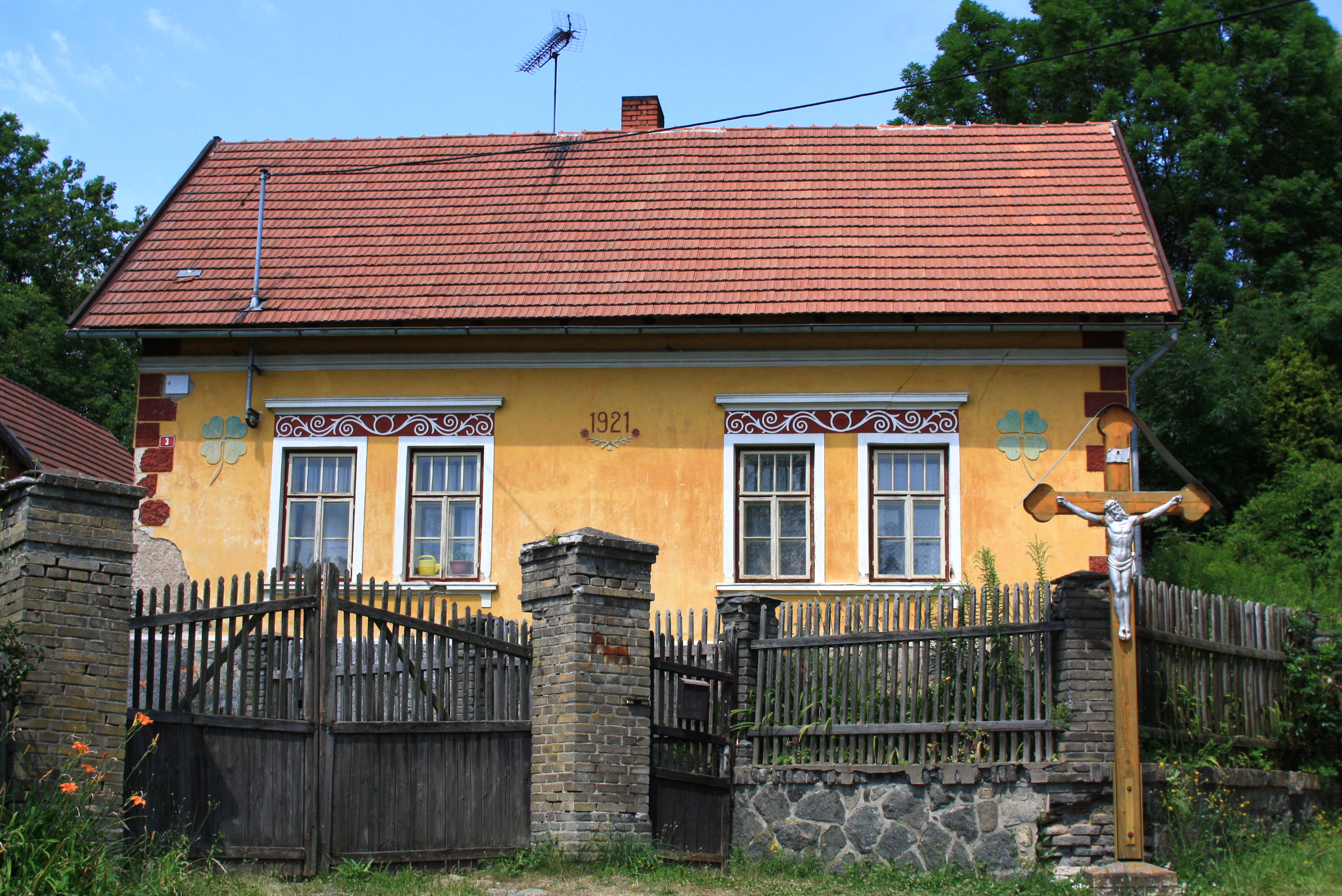
Domek v ulici Ke Šmejkalce
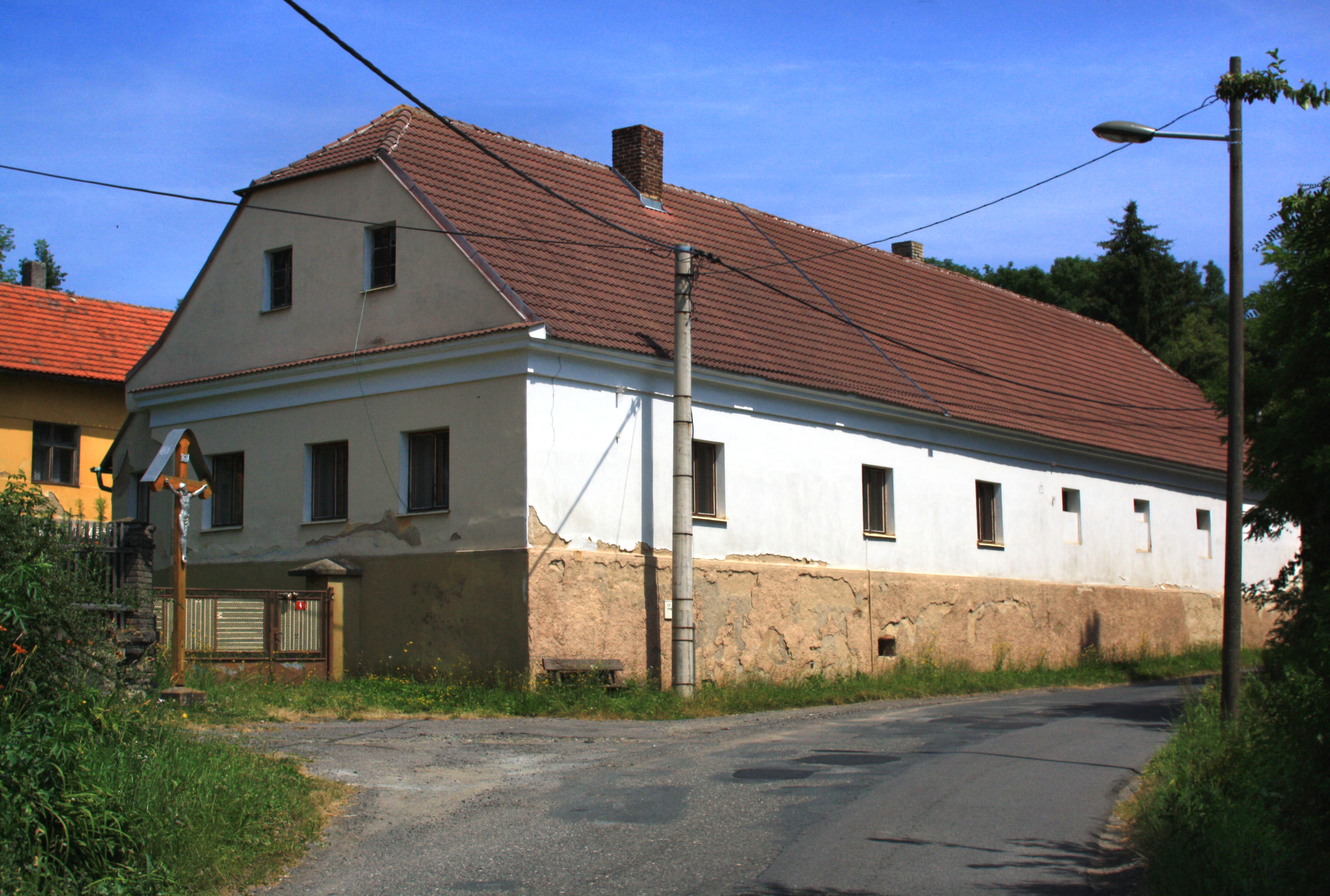
Bývalý statek